# Садки (Березівська сільська громада)
Са́дки — село в Україні, в Житомирському районі Житомирської області. Населення становить 726 осіб.

## Географія
Межує на північному сході з селом Вигода, на південному сході з селами Іванівка та Давидівка, на півдні з селом Бондарці, на південному заході з селом Березівкою, на північному заході з селом Дубовець.
У селі бере початок річка Міхіченка, права притока Лісової Кам'янки.
На південному заході від села бере початок річка Хмільчик, яка впадає у річку Гниль неподалік від Березівського гранітного кар'єру.

## Історія
Село засновано в кінці XIX століття німецькими колоністами біля Святого Озера на південному сході від Вигоди.
Колишня назва — Великі Садки (рос. Большие Садки), німецька колонія Троянівської волості Житомирського повіту Волинської губернії.
У 1906 році у Великих Садках дворів 29, мешканців 253. Відстань від повітового міста 17 верст, від волості 35. В Малих Садках — 30 дворів, 242 мешканців.
На 1924 рік в селі 650 мешканців.
З 1923 року Садківська сільська рада.
До 1936 року в селі діяла лютеранська школа.
З 01 жовтня 1941 року колонія Малі Садки на обліку не значиться.
На південному заході від села знаходиться зруйноване за часів незалежності України німецьке кладовище.

## Населення

### Мова
Розподіл населення за рідною мовою за даними перепису 2001 року:
| Мова            | Кількість | Відсоток |
| --------------- | --------- | -------- |
| українська      | 716       | 98.62%   |
| російська       | 5         | 0.69%    |
| білоруська      | 3         | 0.41%    |
| румунська       | 1         | 0.14%    |
| інші/не вказали | 1         | 0.14%    |
| Усього          | 726       | 100%     |

## Галерея

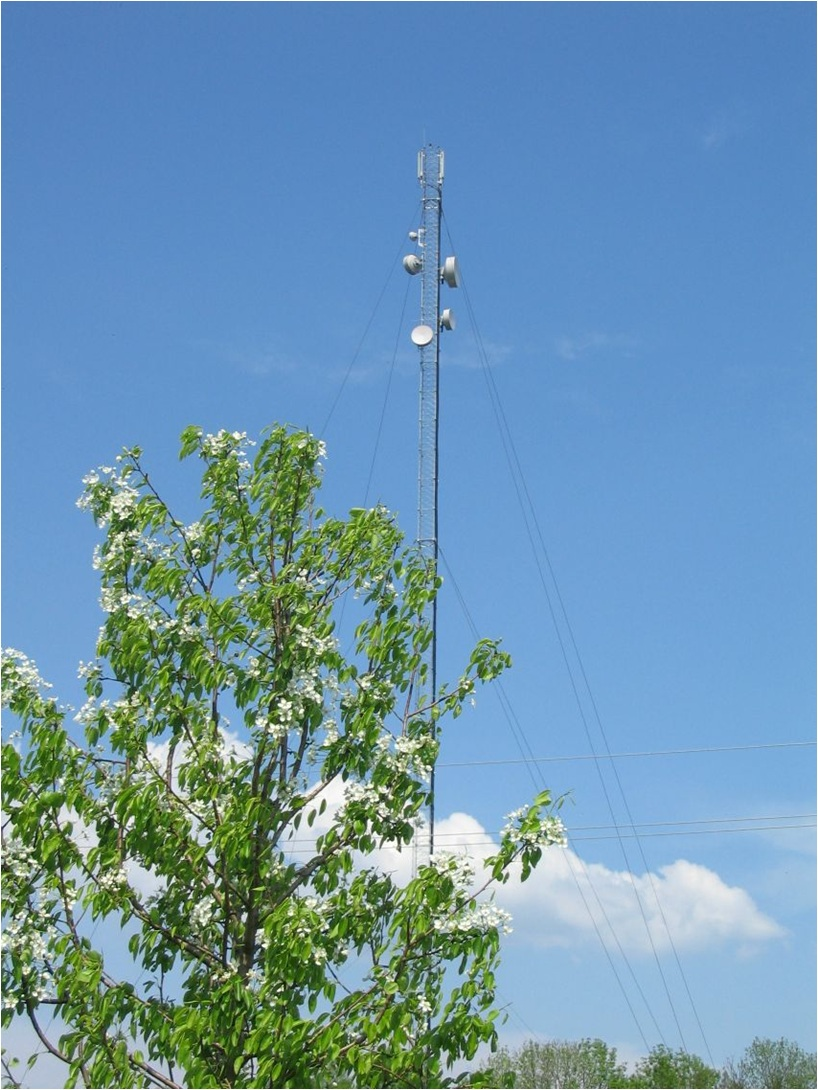
Ретранслятор біля села Садки
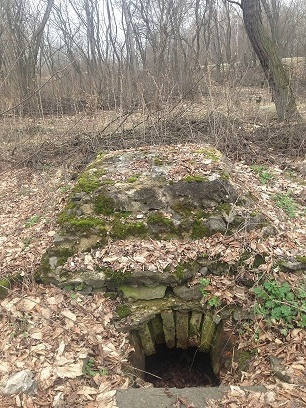
Вандалізм на німецькому кладовищі біля Садки Житомирського району
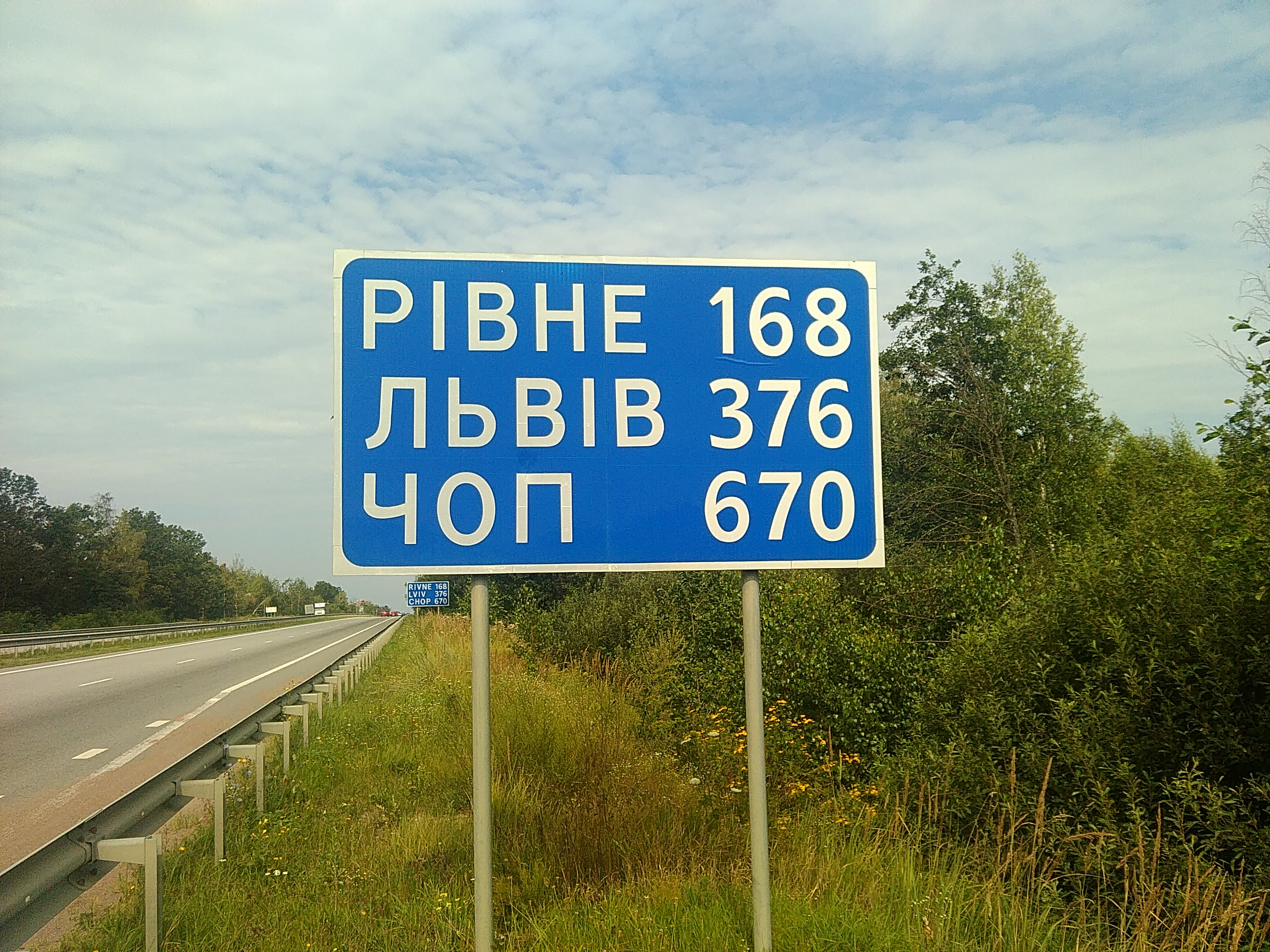
Інформаційно-вказівний знак біля села Садки
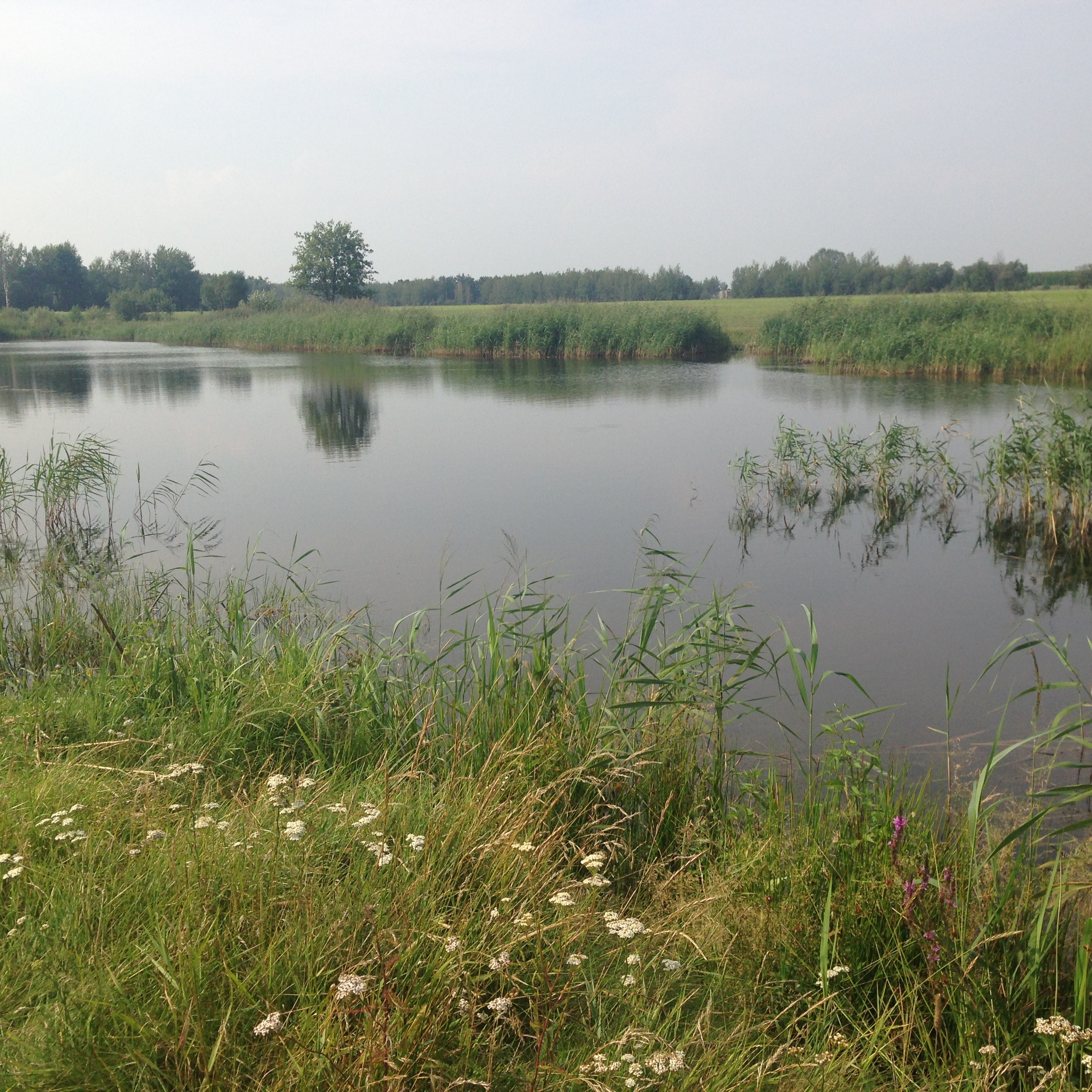
Став у селі Садки
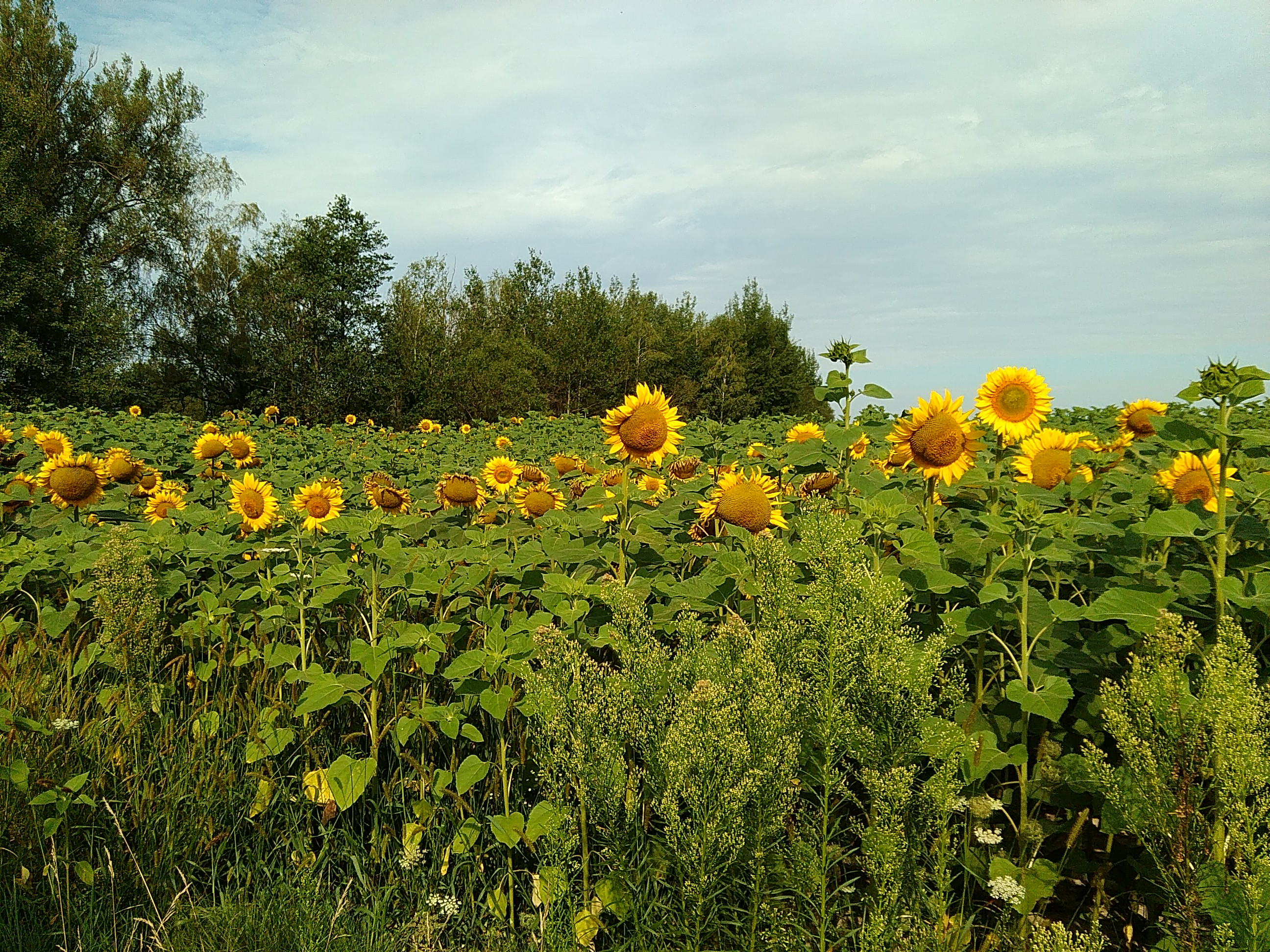
Поле соняшнику у селі Садки
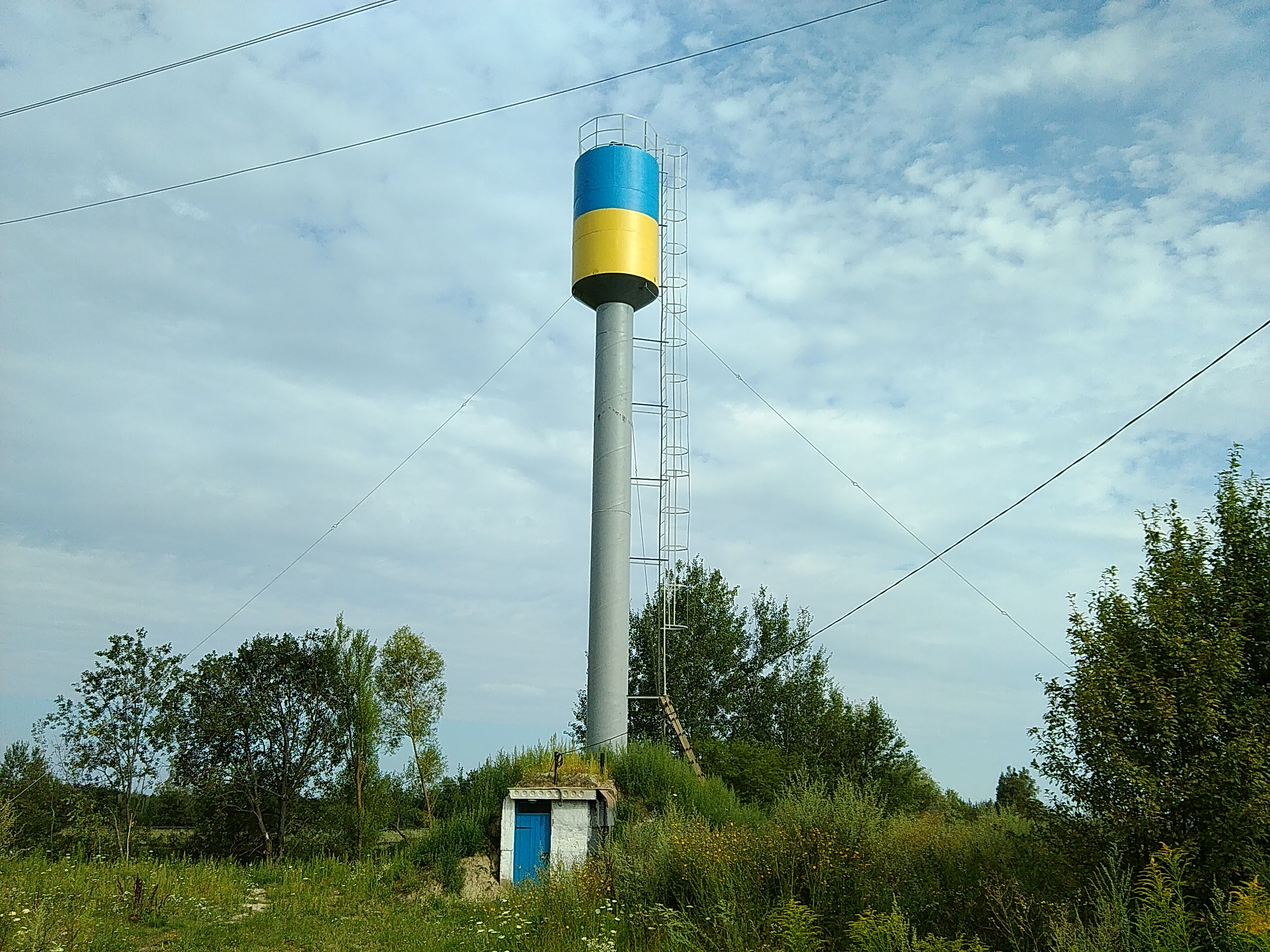
Водонапірна башта у селі Садки
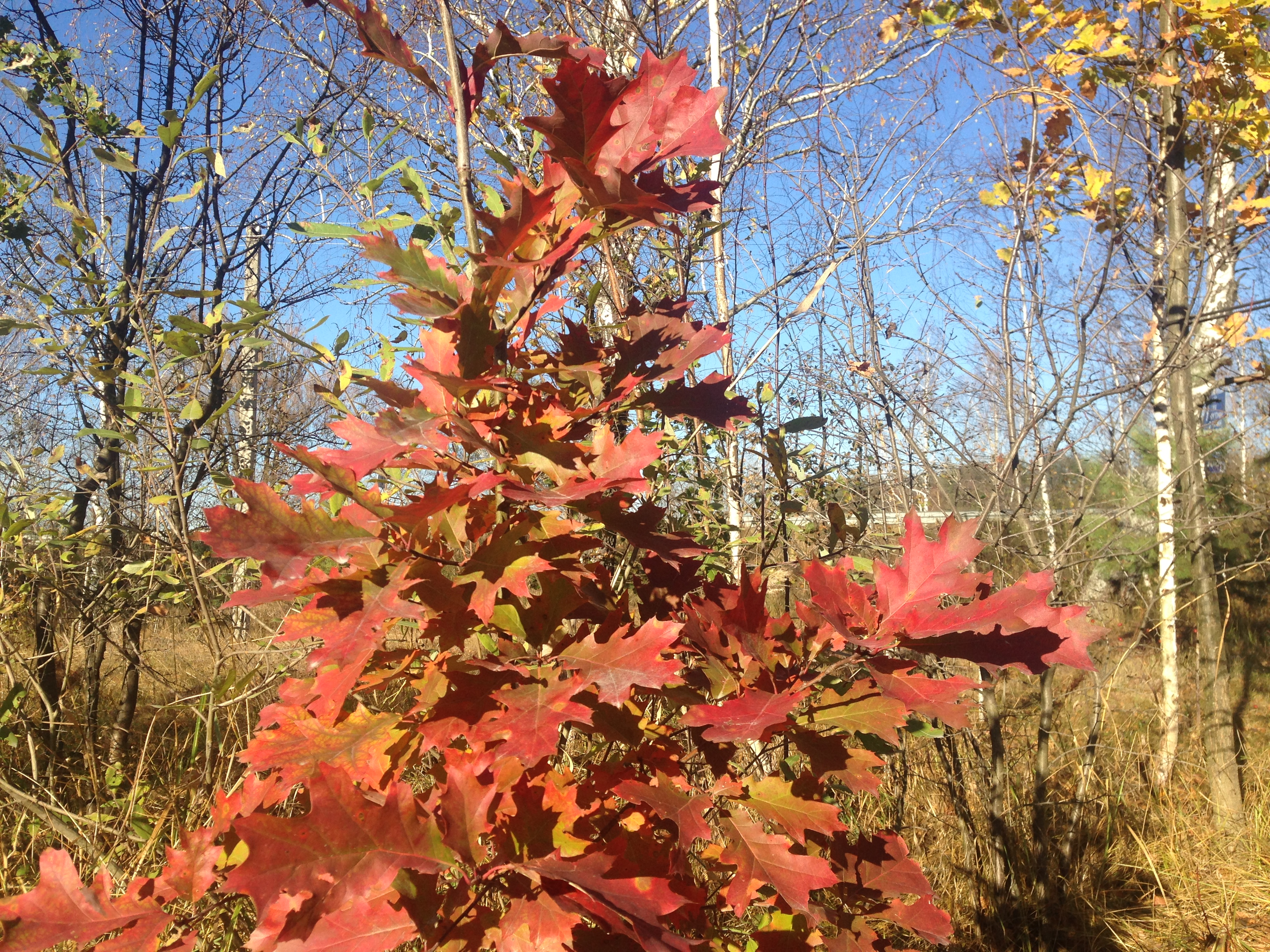
Осіння палітра
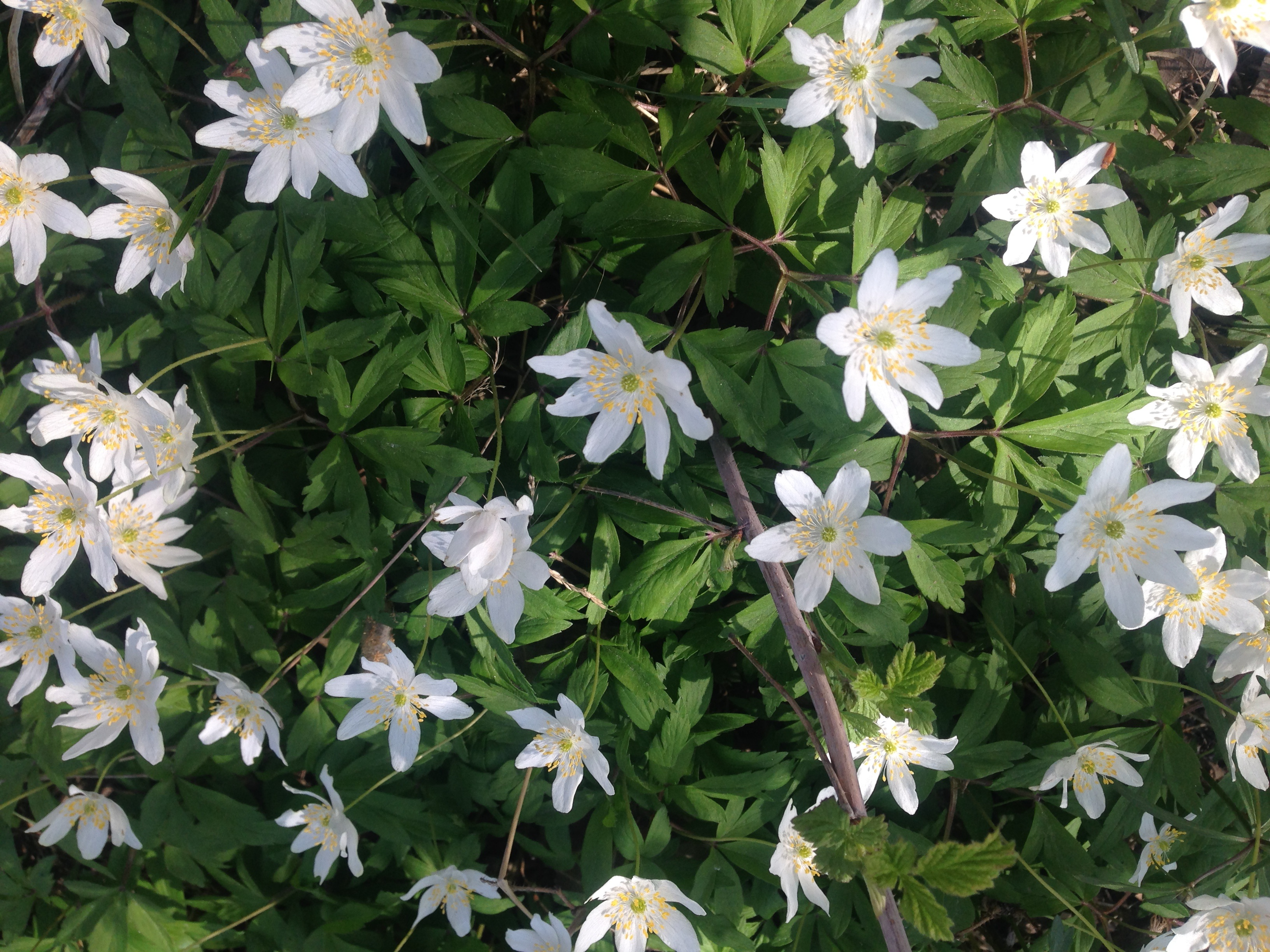
Анемона дібровна
Біля села Садки